# Axiotron Modbook

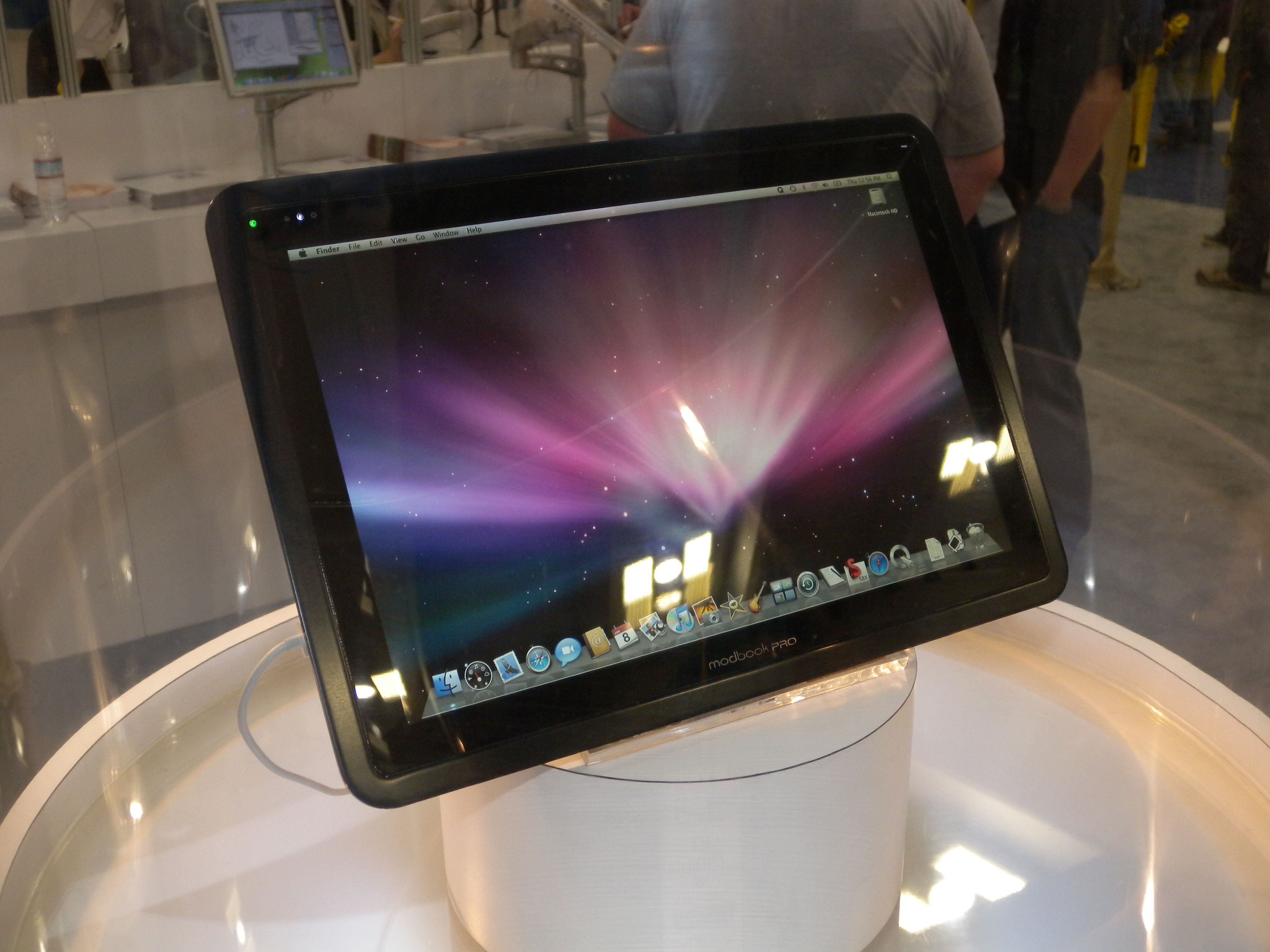
Modbook Pro expuesto en el Macworld 2009

El Modbook es una tableta que se obtiene tras una serie de modificaciones a un Apple MacBook. Es desarrollado por la compañía californiana Axiotron, Inc. El modbook fue presentado en la MacWorld 2007. Obtuvo el premio "Best in Show" en este conferencia. El Modbook es uno de los dos Mac en formato tableta existentes en el mercado. En la MacWorld 2009, Axiotron anunció la futura disponibilidad del Modbook Pro, un sistema más grande y potente basado en el MacBook Pro de 15 pulgadas.

## Proceso de conversión
Los segmentos superiores del MacBook son retirados, entre los que se incluye el teclado, la pantalla LCD y la cámara iSight. Posteriormente se le instalan un protector de vidrio para la pantalla, una nueva pantalla LCD, un sensor de placa, la cámara original iSight y una carcasa superior de magnesio cromado. Este proceso se lleva a cabo desde un Apple MacBook nuevo vendiéndose el equipo convertido desde cero, o se hace el proceso de conversión a un equipo traído por el usuario.

## Descripción
Debido a que el Modbook está basado en el Apple MacBook, sus características técnicas son muy similares a las actuales versiones del mencionado sistema portátil.
A junio de 2009, el Modbook utilizaba un procesador Intel Core 2 Duo Penryn, los cuales tienen 3 MB de caché L2 y 800 MHz de Front-side bus. La velocidad del procesador es de 2.1 GHz. Cuenta con 2 GB de memoria RAM DDR2 a 667 MHz.
El Modbook estándar tiene espacio para un disco duro SATA (el cual puede ser de hasta 500 GB) y un lector óptico ATA. El lector óptico puede ser reemplazado por un disco duro secundario, aunque este estaría limitado a una interfaz ATA a una velocidad de 5400rpm.
Las opciones de conectividad del Modbook son idénticas al del MacBook e incluyen dos puertos USB y un puerto FireWire. La conexión de red se hace mediante un puerto integrado de Ethernet Gigabit, una tarjeta Wi-Fi que soporta 802.11 a/b/g/draft-n y conectividad Bluetooth. El Modbook puede ser conectado a una pantalla externa usando el puerto Mini-DVI (el cual soporta DVI, VGA, S-video y video compuesto). El sistema incluye la webcam iSight original. Una modificación al MacBook original es la inclusión de un dispositivo WAAS GPS.
El Modbook tiene el mismo tamaño de la pantalla del MacBook, pero usa una pantalla más apropiada para un tablet. La capa de pantalla es denominada "AnyView", que se une a la capa del stylus llamada "ForceGlass". La capa del stylus es la más externa, y ha sido preparada químicamente con el fin de mejorar la durabilidad de la pantalla y también mejorar la respuesta del lápiz óptico. La funcionalidad de Tableta PC es proporcionada por un digitalizador activo, utilizando la tecnología "Penabled" de Wacom. En el estándar Modbook, la entrada de datos solo puede llevarse a cabo usando el lápiz óptico o mediante la utilización de periféricos compatibles. En los planes de Axiotron está permitir la utilización de los dedos en el futuro Modbook Pro. El sistema utiliza el software Inkwell de Apple para recoocer la escritura a mano.